# Arsenic
Arsenic (tên cũ: arsen, bắt nguồn từ từ tiếng Pháp arsenic), còn được viết là a-sen, arsen, thạch tín là một nguyên tố hóa học có ký hiệu As và số nguyên tử 33. Arsenic lần đầu tiên được Albertus Magnus (Đức) viết về nó vào năm 1250. Khối lượng nguyên tử của nó bằng 74,92. Arsenic là một á kim gây ngộ độc và có nhiều dạng thù hình: màu vàng (phân tử phi kim) và một vài dạng màu đen và xám (á kim) chỉ là số ít mà người ta có thể nhìn thấy. Ba dạng có tính kim loại của arsenic với cấu trúc tinh thể khác nhau cũng được tìm thấy trong tự nhiên (các khoáng vật arsenic sensu stricto và hiếm hơn là arsenolamprit cùng pararsenolamprit), nhưng nói chung nó hay tồn tại dưới dạng các hợp chất arsenua và arsenat. Vài trăm loại khoáng vật như thế đã được biết tới. Arsenic và các hợp chất của nó được sử dụng như là thuốc trừ dịch hại, thuốc diệt cỏ, thuốc trừ sâu và trong một loạt các hợp kim.
Trong tiếng Việt, arsenic thường được gọi là thạch tín (chữ Hán: 石信) - vốn là từ chỉ quặng oxide của nó - arsenic trioxide (As2O3), cũng là chất độc như arsenic. Nhưng thạch tín là arsenolit, một dạng khác của arsenic và có độc, hình thành thứ cấp như là sản phẩm phong hóa (oxy hóa) của các khoáng vật sulfide chứa arsenic trong các mạch nhiệt dịch.
Trạng thái oxy hóa phổ biến nhất của nó là -3 (arsenide: thông thường trong các hợp chất liên kim loại tương tự như hợp kim), +3 (arsenat (III) hay arsenit và phần lớn các hợp chất arsenic hữu cơ), +5 (arsenat (V): phần lớn các hợp chất vô cơ chứa oxy của arsenic ổn định). Arsenic cũng dễ tự liên kết với chính nó, chẳng hạn tạo thành các cặp As-As trong sulfide đỏ hùng hoàng (α-As4S4) và các ion As43- vuông trong khoáng coban arsenide có tên skutterudit. Ở trạng thái oxy hóa +3, tính chất hóa học lập thể của arsenic chịu ảnh hưởng bởi sự có mặt của cặp electron không liên kết.
Cần phân biệt giữa arsenic vô cơ và arsenic hữu cơ, trong khi arsenic vô cơ có độc tính mạnh, arsenic hữu cơ có nguồn gốc tự nhiên từ sự phân hủy các loài cá, hải sản, không có độc tính và đào thải nhanh chóng khỏi cơ thể con người.

## Đặc trưng đáng chú ý

Mẫu Arsenic trong ống nghiệm

Arsenic về tính chất hóa học rất giống với nguyên tố đứng trên nó là phosphor. Tương tự như phosphor, nó tạo thành các oxide kết tinh, không màu, không mùi như As2O3 và As2O5 là những chất hút ẩm và dễ dàng hòa tan trong nước để tạo thành các dung dịch có tính acid. Acid arsenic (V), tương tự như acid phosphorric, là một acid yếu. Tương tự như phosphor, arsenic tạo thành hydride dạng khí và không ổn định, đó là arsin (AsH3). Sự tương tự lớn đến mức arsenic sẽ thay thế phần nào cho phosphor trong các phản ứng hóa sinh học và vì thế nó gây ra ngộ độc. Tuy nhiên, ở các liều thấp hơn mức gây ngộ độc thì các hợp chất arsenic hòa tan lại đóng vai trò của các chất kích thích và đã từng phổ biến với các liều nhỏ như là các loại thuốc chữa bệnh cho con người vào giữa thế kỷ XVIII.
Khi bị nung nóng trong không khí, nó bị oxy hóa để tạo ra arsenic trioxide; hơi từ phản ứng này có mùi như mùi tỏi. Mùi này cũng có thể phát hiện bằng cách đập các khoáng vật arsenide như arsenopyrit bằng búa. Arsenic (và một số hợp chất của arsen) thăng hoa khi bị nung nóng ở áp suất tiêu chuẩn, chuyển hóa trực tiếp thành dạng khí mà không chuyển qua trạng thái lỏng. Trạng thái lỏng xuất hiện ở áp suất 20 átmốtphe trở lên, điều này giải thích tại sao điểm nóng chảy lại cao hơn điểm sôi. Arsenic nguyên tố được tìm thấy ở nhiều dạng thù hình rắn: dạng màu vàng thì mềm, dẻo như sáp và không ổn định, và nó làm cho các phân tử dạng tứ diện As4 tương tự như các phân tử của phosphor trắng. Các dạng màu đen, xám hay 'kim loại' hơi có cấu trúc kết tinh thành lớp với các liên kết trải rộng khắp tinh thể. Chúng là các chất bán dẫn cứng với ánh kim. Tỷ trọng riêng của dạng màu vàng là 1,97 g/cm³; dạng 'arsenic xám' hình hộp mặt thoi nặng hơn nhiều với tỷ trọng riêng 5,73 g/cm³; các dạng á kim khác có tỷ trọng tương tự.

## Lịch sử

Biểu tượng giả kim thuật cho arsenic.

Từ arsenic là vay mượn từ tiếng Ba Tư زرنيخ Zarnikh nghĩa là "opiment vàng" (tức thư hoàng). Zarnikh được vay mượn sang tiếng Hy Lạp thành arsenikon, nghĩa là đàn ông hay hiệu nghiệm. Arsenic đã được biết đến và sử dụng tại Ba Tư và một vài nơi khác từ thời cổ đại. Do các triệu chứng ngộ độc arsen là hơi mập mờ, nên nó thường được sử dụng để giết người cho tới tận khi phát hiện ra thử nghiệm Marsh, một thử nghiệm hóa học rất nhạy để phát hiện sự tồn tại của nó. Thử nghiệm ít nhạy hơn nhưng phổ biến hơn là thử nghiệm Reinsch. Do việc sử dụng nó bởi giai cấp cầm quyền để sát hại lẫn nhau cũng như hiệu lực và tính kín đáo của nó, nên arsenic được gọi là thuốc độc của các vị vua và vua của các thuốc độc.
Trong thời kỳ đồ đồng, arsenic thường được đưa vào trong đồng thiếc để làm cho hợp kim trở thành cứng hơn (gọi là "đồng thiếc arsen").
Albertus Magnus (1193-1280) được coi là người đầu tiên cô lập được arsenic nguyên tố vào năm 1250. Năm 1649, Johann Schröder công bố hai cách điều chế arsenic.
Ở Anh, trong thời đại Victoria, 'arsenic' ('arsenic trắng' không màu, kết tinh, hòa tan) được trộn lẫn với dấm và đá phấn và phụ nữ ăn nó để cải thiện nước da mặt của họ, làm cho da mặt của họ trở thành nhạt màu hơn để thể hiện họ không làm việc ngoài đồng. Arsenic cũng được cọ xát vào mặt và tay phụ nữ để 'cải thiện nước da'. Việc sử dụng ngẫu nhiên arsenic trong làm giả thực phẩm đã dẫn tới ngộ độc kẹo Bradford năm 1858, gây ra cái chết của khoảng 20 người và làm khoảng 200 người khác bị bệnh do ngộ độc arsenic.
Một tên Hán Việt của arsenic đó là thạch tín (石信), hay còn gọi là nhân ngôn, do chữ tín 信 bao gồm bộ nhân đứng 亻 ghép với chữ ngôn 言. Tuy nhiên, chữ thạch tín thường được dùng để chỉ khoáng vật có thành phần chủ yếu là arsenic trioxide (As2O3).

## Phổ biến

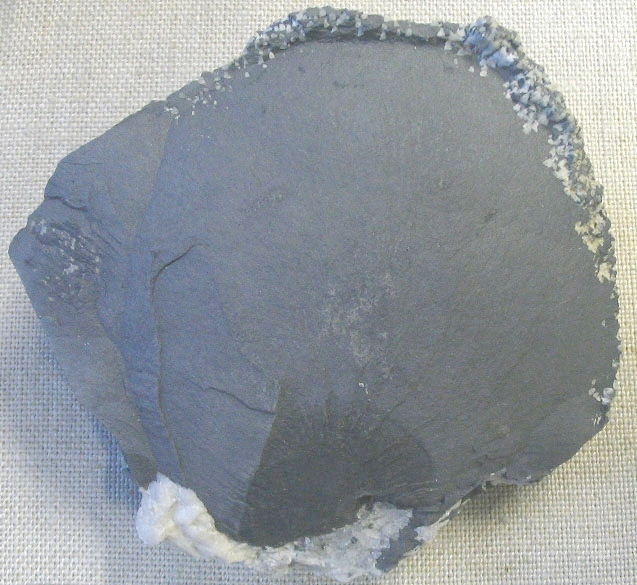
Một mẫu lớn chứa arsenic tự nhiên.

Năm 2005, Trung Quốc là nhà sản xuất arsenic trắng hàng đầu, chiếm gần 50% sản lượng thế giới. Sau đó là Chile và Peru, theo báo cáo của Khảo sát Địa chất Vương quốc Anh.
Arsenopyrit một cách không chính thức gọi là mispickel (FeAsS) là khoáng vật chứa arsenic phổ biến nhất. Khi bị nung nóng trong không khí, arsenic thăng hoa ở dạng arsenic(III) oxide để lại các oxide sắt.
Các hợp chất quan trọng nhất của arsenic là arsenic(III) oxide, As2O3, ('arsenic trắng'), opiment sulfide vàng (hay thư hoàng) (As2S3) và hùng hoàng đỏ (As4S4), lục Paris, calci arsenat, chì hydro arsenat. Ba hợp chất cuối cùng từng được sử dụng trong nông nghiệp làm thuốc trừ sâu và thuốc độc. Thư hoàng và hùng hoàng trước đây được dùng làm thuốc màu trong hội họa, hiện nay đã bị bỏ do độc tính và khả năng phản ứng của chúng. Mặc dù arsenic đôi khi được tìm thấy như là arsenic tự nhiên trong thiên nhiên nhưng nguồn kinh tế chính của nó là khoáng vật arsenopyrit nói trên đây; nó cũng tìm thấy trong các arsenide kim loại như bạc, cobalt (cobaltit: CoAsS và skutterudit: CoAs3) hay nickel, hay như là các sulfide, và oxy hóa như là các khoáng vật arsenat như mimetit, Pb5(AsO4)3Cl và erythrit, Co3(AsO4)2. 8H2O, và hiếm hơn là các arsenit ('arsenit' = arsenat (III), AsO33- chứ không phải arsenat (V), AsO43-).
Ngoài các dạng vô cơ như nói trên, arsenic cũng tồn tại trong nhiều dạng hữu cơ trong môi trường. Arsenic vô cơ và các hợp chất của nó, khi đi vào chuỗi thức ăn, được trao đổi tích cực thành dạng ít độc hơn của arsenic thông qua quá trình methyl hóa. Ví dụ, Scopulariopsis brevicaulis, một loài nấm mốc sinh ra một lượng đáng kể trimethylarsin nếu arsenic vô cơ tồn tại. Hợp chất hữu cơ arsenobetain tìm thấy trong một số hải sản như cá và tảo, cũng như trong nấm ăn với hàm lượng lớn. Trung bình một người tiếp nhận khoảng 10-50 µg/ngày. Giá trị khoảng 1.000 µg không phải là bất thường sau khi tiêu thụ cá và nấm nhưng ở đây có rất ít nguy hiểm trong việc ăn cá do hợp chất arsenic trong cá là gần như không độc hại.
Xem thêm: Hóa sinh học arsenic và Thể loại:Hợp chất arsenic, Khoáng vật arsenide, Khoáng vật arsenat.

## Ứng dụng
Arsenic đã từng được sử dụng nhiều trong thế kỷ XX làm thuốc trừ sâu cho các loại cây ăn quả. Việc sử dụng nó đôi khi tạo ra các tổn thương não đối với những người phun thuốc này. Ở nửa cuối thế kỷ XX, mononatri methyl arsenat (MSMA), một dạng hợp chất hữu cơ ít độc hại hơn của arsenic đã thay thế cho vai trò của hydro arsenic chì trong nông nghiệp.
Lục Scheele hay arsenat đồng, được sử dụng trong thế kỷ XIX như là tác nhân tạo màu trong các loại bánh kẹo ngọt.
Ứng dụng có nhiều e ngại nhất đối với cộng đồng có lẽ là trong xử lý gỗ bằng arsenat đồng chromi hóa, còn gọi là CCA hay tanalith. Gỗ xẻ xử lý bằng CCA vẫn còn phổ biến ở nhiều quốc gia và nó được sử dụng nhiều trong nửa cuối thế kỷ XX như là vật liệu kết cấu và xây dựng ngoài trời. Nó được sử dụng khi khả năng mục nát hay phá hoại của côn trùng là cao. Mặc dù việc sử dụng gỗ xẻ xử lý bằng CCA đã bị cấm tại nhiều khu vực sau khi các nghiên cứu chỉ ra rằng arsenic có thể rò rỉ từ gỗ vào trong đất cận kề đó, một rủi ro khác là việc đốt các loại gỗ cũ đã xử lý bằng CCA. Việc hấp thụ trực tiếp hay gián tiếp tro do việc đốt cháy gỗ xử lý bằng CCA có thể gây ra tử vong ở động vật cũng như gây ra ngộ độc nghiêm trọng ở người; liều gây tử vong ở người là khoảng 20 gam tro. Các mẩu thừa của gỗ xử lý bằng CCA từ các khu vực xây dựng hay bị phá huỷ cũng có thể bị sử dụng một cách vô ý tại các lò sưởi thương mại hay tại nhà ở.
Trong các thế kỷ XVIII, XIX và XX, một lượng lớn các hợp chất của arsenic đã được sử dụng như là thuốc chữa bệnh, như arsphenamin (bởi Paul Ehrlich) và arsenic trioxide (bởi Thomas Fowler).
Arsphenamin cũng như neosalvarsan được chỉ định trong điều trị giang mai và bệnh trùng mũi khoan, nhưng đã bị loại bỏ bởi các thuốc kháng sinh hiện đại.
Trioxide arsenic đã được sử dụng theo nhiều cách khác nhau trong suốt 200 năm qua, nhưng phần lớn là trong điều trị ung thư. Cục Thực phẩm và Dược phẩm Hoa Kỳ (FDA) vào năm 2000 đã cho phép dùng hợp chất này trong điều trị cho các bệnh nhân với bệnh bạch cầu cấp tính tiền myelin và kháng lại ATRA. Nó cũng được sử dụng như là dung dịch Fowler trong bệnh vẩy nến.
Axetoarsenit đồng được sử dụng như là thuốc nhuộm màu xanh lục dưới nhiều tên gọi khác nhau, như 'Lục Paris' hay 'lục ngọc bảo'. Nó gây ra nhiều dạng ngộ độc arsen.
Các ứng dụng khác:
- Nhiều loại thuốc trừ sâu, chất độc trong nông nghiệp.
- Sử dụng trong nuôi dưỡng động vật, cụ thể là tại Hoa Kỳ như là phương pháp ngăn ngừa bệnh và kích thích phát triển.
- Gali arsenide là một vật liệu bán dẫn quan trong, sử dụng trong các mạch tích hợp (IC). Các mạch tích hợp này nhanh hơn (nhưng cũng đắt tiền hơn) so với các mạch dùng silic. Không giống như silic, nó là khe hở năng lượng trực tiếp, và vì thế có thể sử dụng trong các diode laser và LED để trực tiếp chuyển hóa điện thành ánh sáng.
- Cũng được sử dụng trong kỹ thuật mạ đồng và pháo hoa.

## Độc tính
Arsenic và nhiều hợp chất của nó là những chất cực độc. Arsenic phá vỡ việc sản xuất ATP thông qua vài cơ chế. Ở cấp độ của chu trình acid citric, arsenic ức chế pyruvat dehydrogenase và bằng cách cạnh tranh với phốtphat nó tháo bỏ phosphorylat hóa oxy hóa, vì thế ức chế quá trình khử NAD+ có liên quan tới năng lượng, hô hấp của ti thể và tổng hợp ATP. Sản sinh của peroxide hiđrô cũng tăng lên, điều này có thể tạo thành các dạng oxy hoạt hóa và sức căng oxy hóa. Các can thiệp trao đổi chất này dẫn tới cái chết từ hội chứng rối loạn chức năng đa cơ quan (xem ngộ độc arsen) có lẽ từ cái chết tế bào do chết hoại, chứ không phải do chết tự nhiên của tế bào. Khám nghiệm tử thi phát hiện màng nhầy màu đỏ gạch, do xuất huyết nghiêm trọng. Mặc dù arsenic gây ngộ độc nhưng nó cũng có vai trò là một chất bảo vệ..
Arsenic nguyên tố và các hợp chất của arsenic được phân loại là "độc" và "nguy hiểm cho môi trường" tại Liên minh châu Âu theo chỉ dẫn 67/548/EEC.
IARC công nhận arsenic nguyên tố và các hợp chất của arsenic như là các chất gây ung thư nhóm 1, còn EU liệt kê arsenic trioxide, arsenic pentoxide và các muối arsenat như là các chất gây ung thư loại 1.
Arsenic gây ra ngộ độc arsen do sự hiện diện của nó trong nước uống, "chất phổ biến nhất là arsenat [HAsO42-; As(V)] và arsenit [H3AsO3; As(III)]". Khả năng của arsenic tham gia phản ứng oxy hóa-khử để chuyển hóa giữa As (III) và As (V) làm cho khả năng nó có mặt trong môi trường là hoàn toàn có thể. Theo Croal và ctv thì "việc hiểu về điều gì kích thích oxy hóa As (III) và/hoặc hạn chế khử As (V) có liên quan tới xử lý sinh học các khu vực ô nhiễm. Nghiên cứu các tác nhân oxy hóa As (III) tự dưỡng thạch hóa học và các tác nhân khử As (V) dị dưỡng có thể giúp hiểu về oxy hóa và/hoặc khử arsenic.

### Phơi nhiễm nghề nghiệp
Phơi nhiễm arsenic ở mức cao hơn trung bình có thể diễn ra ở một số nghề nghiệp. Các ngành công nghiệp sử dụng arsenic vô cơ và các hợp chất của nó bao gồm bảo quản gỗ, sản xuất thủy tinh, các hợp kim phi sắt và sản xuất bán dẫn điện tử. Arsenic vô cơ cũng tìm thấy trong khói tỏa ra từ các lò cốc gắn liền với công nghiệp nấu kim loại.

### Arsenic trong nước uống
Nhiễm bẩn arsenic trong nước ngầm đã dẫn tới đại dịch ngộ độc arsenic tại Bangladesh và các nước láng giềng. Người ta ước tính khoảng 57 triệu người đang sử dụng nước uống là nước ngầm có hàm lượng arsenic cao hơn tiêu chuẩn của Tổ chức Y tế Thế giới là 10 phần tỷ. Arsenic trong nước ngầm có nguồn gốc tự nhiên và nó được giải phóng ra từ trầm tích vào nước ngầm do các điều kiện thiếu oxy của lớp đất gần bề mặt. Nước ngầm này bắt đầu được sử dụng sau khi các tổ chức phi chính phủ (NGO) phương Tây hỗ trợ chương trình làm các giếng nước lớn để lấy nước uống vào cuối thế kỷ XX. Chương trình này được đề ra nhằm ngăn ngừa việc uống nước từ nước bề mặt bị nhiễm khuẩn, nhưng lại không chú trọng tới kiểm định arsenic trong nước ngầm. Nhiều quốc gia và khu vực khác ở Đông Nam Á, như Việt Nam, Campuchia, Tây Tạng, Trung Quốc, được coi là có các điều kiện địa chất tương tự giúp cho quá trình tạo nước ngầm giàu arsenic. Ngộ độc arsen đã được báo cáo tại Nakhon Si Thammarat, Thái Lan năm 1987, và arsenic hòa tan trong sông Chao Phraya bị nghi là chứa hàm lượng cao arsenic nguồn gốc tự nhiên, nhưng đã không có vấn đề gì với sức khỏe công cộng do việc sử dụng nước đóng chai.
Miền bắc Hoa Kỳ, bao gồm các phần thuộc Michigan, Wisconsin, Minnesota và Dakota cũng có hàm lượng arsenic trong nước ngầm khá cao. Mức độ ung thư da cao hơn gắn liền với phơi nhiễm arsenic tại Wisconsin, mặc dù ở mức thấp hơn tiêu chuẩn 10 phần tỷ của nước uống.
Chứng cứ dịch tễ học từ Chile chỉ ra mối liên hệ phụ thuộc liều lượng giữa phơi nhiễm arsenic kinh niên và các dạng ung thư khác nhau, cụ thể là khi các yếu tố rủi ro khác, như hút thuốc, cũng tồn tại. Các hiệu ứng này được chứng minh là tồn tại dưới 50 phần tỷ.
Nghiên cứu về tỷ lệ ung thư tại Đài Loan gợi ý rằng sự gia tăng đáng kể trong tử suất do ung thư dường như chỉ ở mức trên 150 phần tỷ.
Phân tích các nghiên cứu dịch tễ học nhiều nguồn về phơi nhiễm arsenic vô cơ gợi ý rằng rủi ro nhỏ nhưng có thể đo được tăng lên đối với ung thư bàng quang ở mức 10 phần tỷ. Theo Peter Ravenscroft từ khoa Địa trường Đại học Cambridge  khoảng 80 triệu người trên khắp thế giới tiêu thụ khoảng 10 tới 50 phần tỷ arsenic trong nước uống của họ. Nếu họ tiêu thụ chính xác 10 phần tỷ arsenic trong nước uống của mình thì phân tích dịch tễ học đa nguồn trích dẫn trên đây phải dự báo 2.000 trường hợp bổ sung về ung thư bàng quang. Điều này thể hiện sự ước tính quá thấp rõ nét về ảnh hưởng tổng thể, do nó không tính tới ung thư phổi và da. Những người chịu phơi nhiễm arsenic ở mức cao hơn tiêu chuẩn hiện tại của WHO nên cân nhắc tới chi phí và lợi ích của các biện pháp giải trừ arsenic.
Arsenic có thể được loại bỏ ra khỏi nước uống thông qua đồng ngưng kết các khoáng vật sắt bằng oxy hóa và lọc nước. Khi cách xử lý này không đem lại kết quả mong muốn thì các biện pháp hút bám để loại bỏ arsenic có thể cần phải sử dụng. Một vài hệ thống hút bám đã được chấp thuận cho các điểm dịch vụ sử dụng trong nghiên cứu do Cục Bảo vệ Môi trường (EPA) và Quỹ Khoa học Quốc gia (NSF) Hoa Kỳ tài trợ.
Việc tách arsenic ra bằng từ trường ở các gradient từ trường cực thấp đã được chứng minh ở các máy lọc nước tại điểm sử dụng với diện tích bề mặt lớn và các tinh thể nano manhetit đồng nhất kích thước (Fe3O4). Sử dụng diện tích bề mặt riêng lớn của các tinh thể nano Fe3O4 thì khối lượng chất thải gắn liền với loại bỏ arsenic từ nước đã giảm đáng kể.

## Hợp chất
- Acid arsenic (H3AsO4)
- Acid arsenơ (H3AsO3)
- Arsenic trioxide (As2O3)
- Arsin (Trihydride arsenic AsH3)
- cadmi arsenide (Cd3As2)
- Gali arsenide (GaAs)
- Chì hydro arsenat (PbHAsO4)

Arsenic cũng xuất hiện trong trạng thái oxy hóa II, nhưng chỉ trong cation As24+, As (II) không tìm thấy ở dạng khác.

## Đồng vị
Arsenic được đề xuất như là vật liệu làm giàu uranium cho vũ khí hạt nhân (côban là vật liệu khác được biết đến nhiều hơn). Một bìa As75, được rọi bằng luồng neutron mãnh liệt có năng lượng cao từ vũ khí nhiệt hạch đang nổ, có thể chuyển hóa thành đồng vị phóng xạ As76 với chu kỳ bán rã 1,0778 ngày và sinh ra khoảng 1,13 MeV bức xạ gama, làm gia tăng đáng kể năng lực phóng xạ của bụi phóng xạ của vũ khí trong vài giờ.